# Csomagküldő szolgálat
A csomagküldő szolgálat (angolul mail-order) egy különleges formája a távolsági kereskedelemnek, amely esetében az árut katalógusok, prospektusok, internet, vagy akár a televízió segítségével értékesítik és hagyományos csomagként szállítják. A rendelés történhet szóban (pl. telefonon), írásban (pl. levélben, sms-ben vagy faxon), automata rendszeren, vagy online formában. A fizetés történhet bankkártyával, utánvétellel vagy átutalással. A termékeket tipikusan a vevő által megadott címre szállítják, amely általában az otthoni címe, de esetenként egy a vevőhöz közeli kiskereskedőhöz, vagy a csomagküldő szolgálathoz tartozó boltba szállítják, ahol a vevő átveheti a terméket. Egyes cégek kérésre akár egy harmadik félnek is szállítanak, amely hatékony módja lehet, hogy ajándékot küldjön a vevő egy másik városba.

## Katalógus
A csomagküldő katalógus egy kiadvány, amely a cég legfontosabb termékeit tartalmazza. Azokat a cégeket, amelyek katalógusokat adnak ki és ennek segítségével gyűjtik megrendeléseiket katalógusáruházaknak nevezzük. A katalógusáruházak termelnek, vagy vásárolnak termékeket, majd azokat piacra dobják a majdani vásárlók számára. A katalógusáruházak egyre nagyobb része (csakúgy, mint a kiskereskedőknél) termékeit Kínából vásárolja. A katalógusáruházak egy része ugynevezett „list brokerektől”, vagy más adatbázisokból vásárol címeket, amelyekre aztán az ajánlataikat küldik. A katalógus hasonló formában jelenik meg, mint más magazinok és többféle úton juthat el a vásárlóhoz, leggyakrabban postai úton, illetve az interneten keresztül. Esetenként élelmiszerboltok is ajánlanak csomagküldő szolgáltatást.

## Célcsoport szerinti csoportosítás
Alapvetően kétféle csomagküldő szolgáltatást különböztethetünk meg a célcsoport szerint:
- Business-to-Consumer (B2C): a vevő végfelhasználója a terméknek.
- Business-to-Business (B2B): a termékeket vállalatok vásárolják meg további értékesítés, illetve más jellegű felhasználás céljára.

## Kínálat szerinti csoportosítás
Alapvetően kétféle csoportba sorolhatjuk a csomagküldő szolgálatokat a kínálat szerint:
- Specializált csomagküldő: Ebbe a csoportba azok a katalógusáruházak sorolhatók, akik egy termékcsoportra (pl. textil- és divatáru, hifi berendezések, bútorok, könyvek stb.) specializálódtak. Ilyen például a Bookline, a Conrad Elektronik és a Bakker.
- Általános csomagküldő: Ebbe a csoportba azok tartoznak, akik egy vagy több szezonális főkatalógusukban és több kisebb szezonális katalógusukban egy bevásárlóközpont termékskálájának megfelelő széles kínálatot mutatnak. Ilyen például a Studio Moderna Top Shopja, a Teleshop, vagy akár a Quelle is.

## Jogi háttér
Magyarországon a Magyar Áruküldők Egyesülete képviseli a katalógus-áruházakat. A megrendelésekre az egymástól távollévők közötti létrejött szerződésekre vonatkozó jogszabályok érvényesek, amely magába foglalja az előzetes tájékoztatási kötelezettséget és a fogyasztó feltétlen elállási jogát.

## Lásd még
- Telemarketing